# Хомяк Ньютона
Хомяк Ньютона (лат. Mesocricetus newtoni) — вид небольших грызунов семейства хомяковых. Видовое название дано в честь британского зоолога Альфреда Ньютона (1829—1907).
Ареал вида ограничен низменностью (до 460 м) по правому берегу нижнего Дуная, на севере Болгарии и в Румынии. Хомяки предпочитают относительно сухие места обитания, включая бесплодные, скалистые лесостепные и степные луга, люцерновые, одуванчиковые и зерновые поля, виноградники, сады и кустарниковые склоны.
Длина тела 140—170 мм, хвост длиной 18—26 мм, длина задней ступни 18—26 мм, длина уха 14—22 мм, вес 80—150 граммов. Мех серо-коричневый сверху, с головы до середины спины проходит чёрная полоса. Горло и грудь чёрно-коричневые, низ желтовато-серый.
Ведёт одиночный, сумеречный и ночной образ жизни. Создаёт норы с несколькими входами, спальней и кладовой. Вид всеядный, рацион состоит из зелёных частей растений, семян, плодов, небольших позвоночных и беспозвоночных.
Активный период с начала апреля до конца ноября. Беременность длится около 20 дней. Рождает два раза в год 6—16 детёнышей. После двух недель кормления детёныши открывают глаза, а через 50 дней достигают половой зрелости. Естественная продолжительность жизни 2—3 года.